# Pteris acinaciformis
Pteris acinaciformis là một loài dương xỉ trong họ Pteridaceae. Loài này được Sess mô tả khoa học đầu tiên năm 1896.
Danh pháp khoa học của loài này chưa được làm sáng tỏ. 